# James Moore
James Moore (New Westminster, 10 de junho de 1976) é um membro do Parlamento Canadense. Também é ministro do Patrimônio Canadense e das línguas oficiais.